# Partidul Național Țărănesc Creștin Democrat

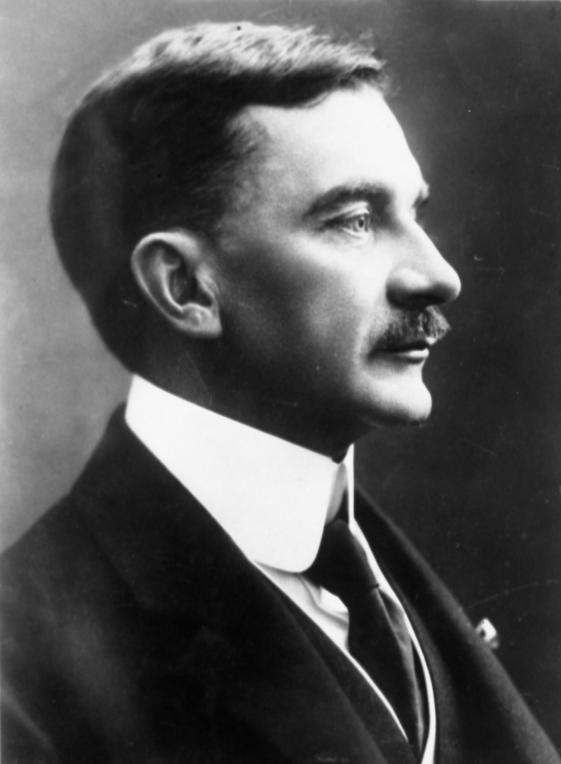
Iuliu Maniu, Parteivorsitzender der PNȚ in der Zwischenkriegszeit

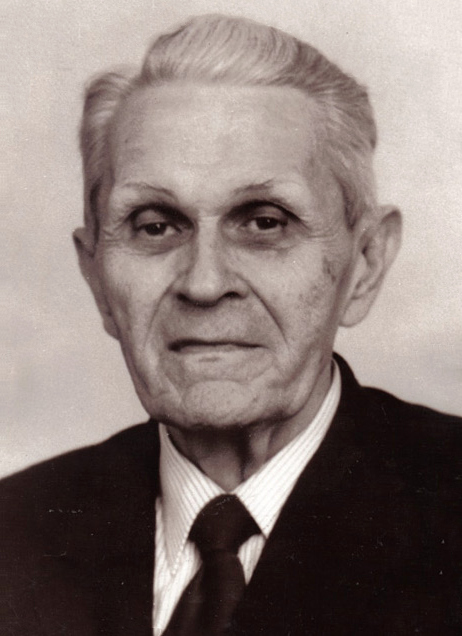
Corneliu Coposu

Die Partidul Național Țărănesc Creștin Democrat kurz PNȚ-CD oder PNȚCD (deutsch Nationale Christdemokratische Bauernpartei) ist eine christdemokratische Partei in Rumänien.
Auf europäischer Ebene war die Partei seit 1987 Mitglied der Europäischen Volkspartei (EVP), wurde aber im Juni 2017 ausgeschlossen. Von Februar 2020 bis Ende 2024 war die PNȚ-CD Mitglied der Europäischen Christlichen politischen Bewegung (ECPM).

## Geschichte
Ursprünglich war im Jahr 1927 die PNȚ (Partidul Național-Țărănesc, dt. Nationale Bauernpartei) aus der PN (Partidul Național al Românilor din Transilvania și Ungaria, dt. Nationale Partei der Rumänen in Siebenbürgen und Ungarn) von Iuliu Maniu und der PȚ (Partidul Țărănesc, dt. Bauernpartei) unter Ion Mihalache entstanden. Die PN war zuvor in Siebenbürgen und im Banat (in dem österreichisch-ungarischen Bereich), die PȚ im alten rumänischen „Regat“ (Altreich) aktiv gewesen. Die PNȚ war in der Zwischenkriegszeit gemeinsam mit der PNL die tonangebende Partei im Königreich Rumänien.
Am 29. Juli 1947 wurde die PNȚ aufgelöst und zahlreiche Mitglieder wie Iuliu Maniu, Ion Mihalache, Ilie Lazăr, Nicolae Carandino, Nicolae Penescu u. a. wurden verurteilt.

### Im neuen Rumänien
Nach dem Sturz Nicolae Ceaușescus 1989 war es Corneliu Coposu, der die rumänischen Christdemokraten als PNȚ-CD (Partidul Național Țărănesc - Creștin Democrat, dt. Nationale Bauernpartei - Christdemokratisch) wieder aufs Neue etablierte. Von 1991 bis 2000 war PNȚCD Teil der Rumänischen Demokratischen Konvention (Convenția Democrată Română; CDR). Zwischen 1996 und 2000 gelang es der PNȚ-CD sogar, in einem Bündnis mit der PNL und in einer Koalition mit den Demokraten (PD) und der Ungarnunion (UDMR) den Premierminister zu stellen. Die Regierungsarbeit der nächsten vier Jahre war allerdings nicht geeignet, die PNȚ-CD in ihrer Position abzusichern. Im Gegenteil: Nachdem in vier Jahren drei PNȚ-CD-Ministerpräsidenten gescheitert waren, erreichte die Partei im Jahr 2000 nicht einmal mehr das erforderliche Quorum, um ins Parlament einzuziehen. Im Jahr 2004 wurde die Partei in Partidul Popular Creștin Democrat (PPCD) umbenannt; seit 2006 heißt sie wieder PNȚ-CD.

### Gegenwart
Die Partei verfügt heute noch vor allem im Kreis Timiș über starken politischen Einfluss. Auf nationaler Ebene hat die PNȚ-CD ihre einstige Bedeutung verloren. Wegen Meinungsverschiedenheiten über Bündnisse für die Parlamentswahlen 2008 drohte ihr, unter dem damaligen Parteivorsitzenden Marian Petre Miluț, die Spaltung, sodass am 24. August 2008 Radu Sârbu zum neuen Vorsitzenden gewählt wurde.
In der ersten Hälfte des Jahres 2011 haben sich die rivalisierenden Fraktionen auf den ehemaligen Premierminister Victor Ciorbea als gemeinsamen Kandidaten zum Vorsitz geeinigt. Am 18. Juni 2011 hat ein außerordentlicher Kongress, Victor Ciorbea zum Parteivorsitzenden gewählt.
Seit Anfang 2014 ist die PNȚCD nicht mehr in der Abgeordnetenkammer (Camera Deputaților) vertreten.  Im Mai 2020 erklärte der für die Partidul Social Democrat (PSD) gewählte Europaabgeordnete Cristian Terheș seinen Beitritt zur PNȚ-CD und seinen Wechsel zur EKR-Fraktion. Im Dezember 2023 verließ Terheș die Partei wieder, um sich der neugegründeten Partidul Național Conservator Român (PNCR) anzuschließen.

## Präsidenten/Vorsitzende der PNȚ (1926–1947)
Im 20. Jahrhundert waren Vorsitzende der Nationalen Bauernpartei (PNȚ):
- Iuliu Maniu (1926–1931, 1932–1933, 1937–1947)
- Alexandru Vaida-Voevod (1933–1935)
- Ion Mihalache (1931–1932, 1935–1937)

## Präsidenten/Vorsitzende der PNȚCD (seit 1990)

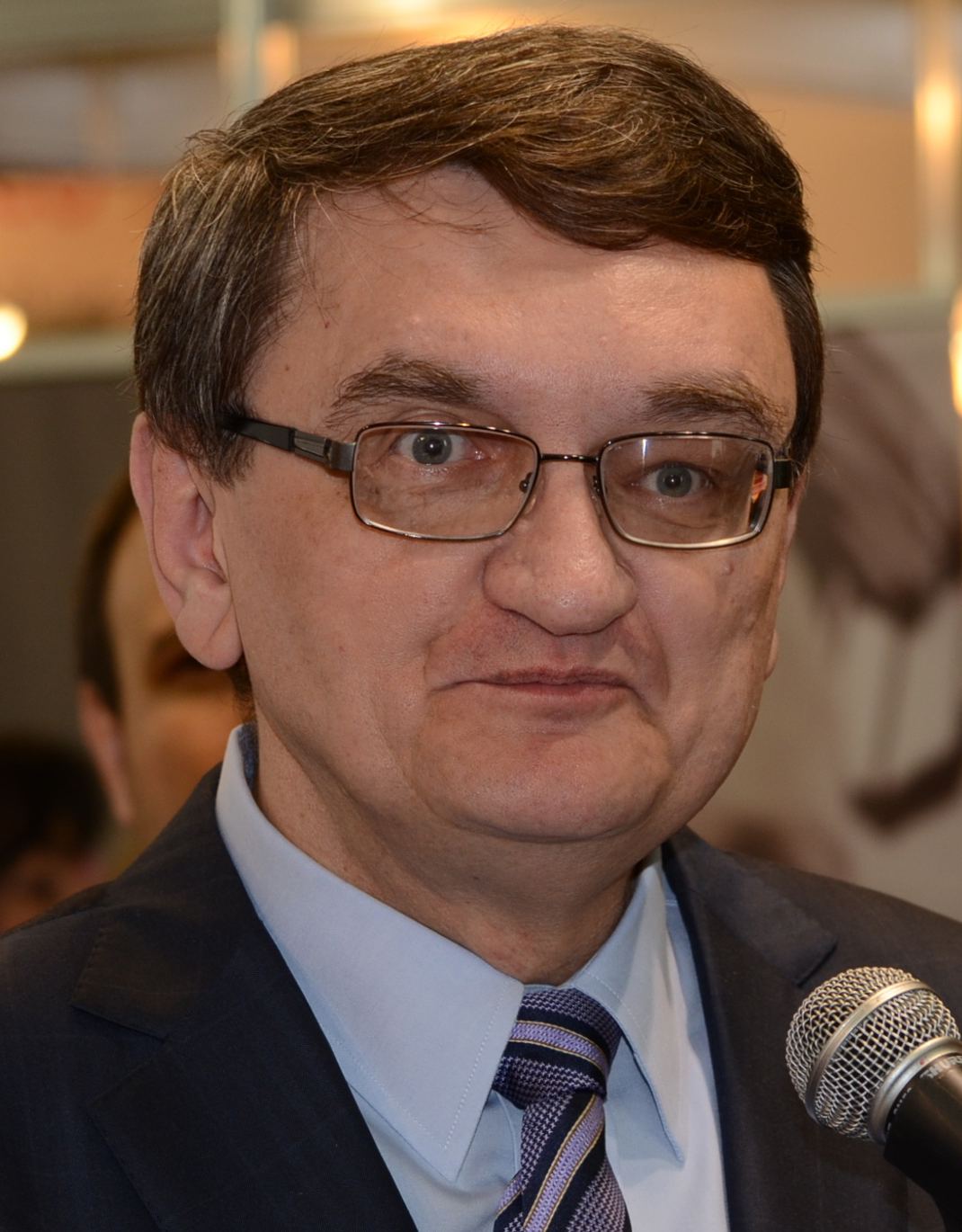
Victor Ciorbea, Ministerpräsident (1996–1998)

Nach 1990 waren folgende Präsidenten der PNȚCD:
- Corneliu Coposu (1990–1995)
- Ion Diaconescu (1995–2001)
- Constantin Dudu Ionescu (kommissarisch; 2001)
- Andrei Marga (2002)
- Victor Ciorbea (2002–2004)
- Gheorghe Ciuhandu (2004–2007)
- Marian Petre Miluț (2007–2011)
- Aurelian Pavelescu (seit 2011)

## Bedeutende rumänische Christdemokraten

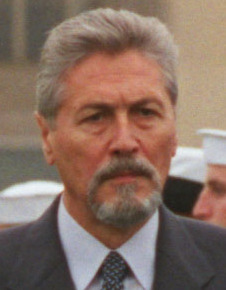
Emil Constantinescu, Staatspräsident (1996–2000)

- Iuliu Maniu, PN, dann PNȚ, Ministerpräsident von 1928 bis 1930 und von 1932 bis 1933
- Corneliu Coposu, Neugründer der PNȚCD nach 1989
- Ion Rațiu, Präsidentschaftskandidat der PNȚCD im Jahr 1990
- Victor Ciorbea, Premierminister (1996–1998)
- Gheorghe Ciuhandu, Bürgermeister von Timișoara (1996–2012)
- Radu Vasile, Premierminister (1998–1999)
- Emil Constantinescu, Staatspräsident (1996–2000)